# Quận Humboldt, California
Quận Humboldt là một quận trong tiểu bang California, Hoa Kỳ. Quận lỵ đóng tại thành phố Eureka2. Theo Cục điều tra dân số Hoa Kỳ, dân số năm 2000 của quận này là 129000 người 2. Dân số năm 2008 ước tính khoảng 129.000 người,
Hai trung tâm dân số lớn nhất là Eureka, quận lỵ, thị trấn đại học Arcata, nơi có Humboldt State University. Cả hai thành phố nằm liền kề với vịnh Humboldt, vịnh tự nhiên lớn thứ nhì bang California. Các thành phố và thị trấn khu vực này được biết đến với hàng trăm công trình đẹp theo phong cách kiến trúc Victoria.
Humboldt là một quận hạt nông thôn có rừng dày đặc, núi non, nông thôn nằm dọc theo bờ biển Thái Bình Dương ở trong cac dãy núi lởm chởm dọc theo bờ biển Bắc California. 